# Masurques op. 41 (Chopin)

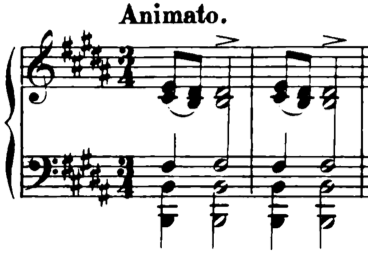
Inici de la Masurca op.41, núm.3

Les Masurques op. 41 són un conjunt de quatre peces per a piano sol de Frédéric Chopin, compostes i publicades entre 1838 i 1839. Una interpretació dura uns nou minuts i mig. El conjunt està dedicat a un amic seu i poeta, Stefan Witwicki, del qual Chopin agafà deu poemes per a les seves cançons. En aquestes masurques s'observa un moment central en el desenvolupament de la composició de masurques de Chopin, i en ella podem veure experiments més audaços en la forma i el caràcter.
Les quatre Masurques op. 41 són posteriors a la coneixença de George Sand, l'escriptora amb qui tindria un romanç durant una dècada. Només la segona en mi menor (escrita abans que les altres, el 1838), divulga un caràcter una mica pessimista; les altres tres són generalment més lleugeres i optimistes.
L'ordre de les masurques varia segons les edicions. Habitualment és:
- Núm. 1 en do sostingut menor
- Núm. 2 en mi menor
- Núm. 3 en si major
- Núm. 4 en la bemoll major

En l'edició de París, Quatre Mazurkas pour le Piano, Op. 41 (publicades per E. Troupenas & Co.), obre el conjunt la "Masurca en mi menor", però en l'edició de Leipzig (publicades per Breitkopf & Härtel) està en segon lloc que és el més habitual en les edicions.

## Núm. 1 en do sostingut menor

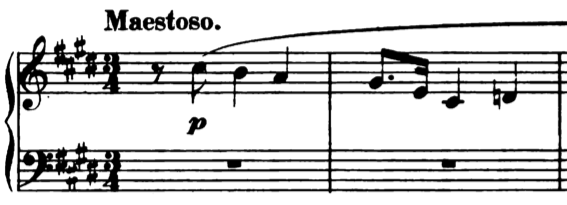
Inici de la Masurca op.41, núm.1

La Masurca en do sostingut menor, op. 41, núm. 1 està en compàs 3/4, té la indicació de Maestoso i està en mode frigi, i la forma s'amplia a un rondó. Té un tema recurrent que inclou una línia melòdica subtil que s'expandeix i ascendeix al final de cada frase. Les seccions contrastants d'aquest masurca inclouen un passatge més viu i ballable, i una part més dramàtica i frenètica. Acabant amb una coda i la peça simplement es fon.

## Núm. 2 en mi menor

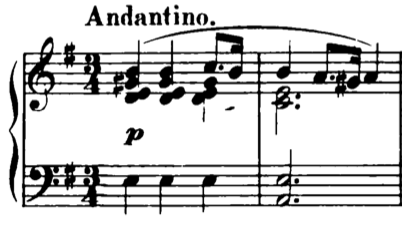
Inici de la Masurca op.41, núm.2

La Masurca en mi menor, op. 41, núm. 2 està en compàs 3/4 i té la indicació d'Andantino. Afortunadament es conserva és un esbós d'aquesta obra, la nota de la qual està signada per Chopin: 28 de novembre (1838), Palma. Aquest esbós es va fer a Son Vent, poc després que Chopin i George Sand arribessin a l'illa; d'aquí el nom de "palmen" donat a aquesta "Masurca en mi menor". Juntament amb tres masurques més, compostes poc després, la "Mazurka palmen" es va publicar (Op. 41) l'any posterior al retorn a París.
Aquesta peça és especial, ja que s'escolta un ressò polonès diferent: la melodia d'una cançó sobre un uhlan i la seva noia, Tam na błoniu błyszczy kwiecie, una cançó que durant la insurrecció a Polònia havia sigut una de les més populars. Chopin citat gairebé literalment, alhora que augmenta el drama, donant-li un to nostàlgic. El tema de la cançó és seguida immediatament pel seu complement dramàtic (en si major). A la secció central (en substitució de l'antic trio), el tema de la cançó es transforma en un tractament més líric. En la repetició, el tema de la cançó sobre l'uhlan apareix en forma modificada, en fortissimo, com l'apoteosi final. Acaba amb un epíleg nostàlgic; l'esvaeix, a l'uníson.

## Núm. 3 en si major
La Masurca en si major, op. 41, núm. 3 està en compàs 3/4 i té la indicació de Animato. Aquest masurca reflecteix l'estat general d'ànim, més feliç, que Chopin gaudia quan la va compondre. Aquesta és la peça més curta de les quatre, i dura al voltant d'un minut en una interpretació normal. Porta ritmes i entonacions de la regió Cuiàvia. Un moment particularment bell ve abans de la repetició; la melodia suavitzada, en veu baixa, arriba de sobte en una cruïlla. La peça emana la senzillesa i la modèstia de la música tradicional similars, i alhora, la subtilesa del món pianístic.

## Núm. 4 en la bemoll major

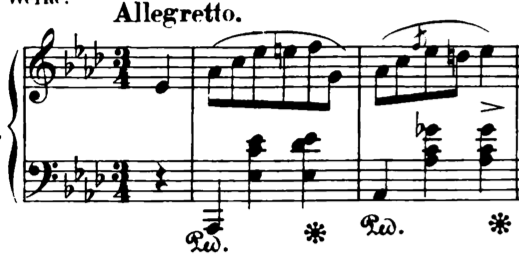
Inici de la Masurca op.41, núm.4

La Masurca en la bemoll major, op. 41, núm. 4 està en compàs 3/4 i té la indicació d'Allegretto. El tema principal és jovial, però, curiosament, recorda vagament la melodia ansiosa del Preludi núm. 17 en la bemoll major (1836-1839). Però aquesta masurca bull amb una passió ardent i compta amb un clima musical totalment diferent. En qualsevol cas, Chopin ofereix un ritme viu. La seva interpretació dura uns dos minuts.